# Liste der Nummer-eins-Hits in Neuseeland (2007)
Dies ist eine Liste der Nummer-eins-Hits in Neuseeland im Jahr 2007. Sie basiert auf den offiziellen Single und Albums Top 40, die im Auftrag von Recorded Music NZ, dem neuseeländischen Vertreter der IFPI, ermittelt werden. Es gab in diesem Jahr 21 Nummer-eins-Singles und 21 Nummer-eins-Alben.

## Singles
| ← 2006 ← | Liste der Nummer-eins-Hits in Neuseeland | Liste der Nummer-eins-Hits in Neuseeland    | Liste der Nummer-eins-Hits in Neuseeland | 2008 →                    |
| \| Zeitraum \| Wo. ges. \| Interpret \| Titel Autor(en) \| Zusätzliche Informationen \| \| (Zeitraum, Wochen auf Platz eins, Interpret, Titel, Autor[en], zusätzliche Informationen) \| \| \| \| \| \| ----------------------------------------------------------------------------------------- \| -------- \| ------------------------------------------- \| ------------------------------------- \| ------------------------- \| \| 25. Dezember 2006 – 7. Januar 2007 2 Wochen \| 2 \| Gwen Stefani \| Wind It Up \| – \| \| 8. Januar 2007 – 14. Januar 2007 1 Woche (insgesamt 4) \| 4 \| Akon feat. Eminem \| Smack That \| – \| \| 15. Januar 2007 – 21. Januar 2007 1 Woche \| 1 \| Nelly Furtado \| Say It Right \| – \| \| 22. Januar 2007 – 11. Februar 2007 3 Wochen (insgesamt 4) \| 4 \| Akon feat. Eminem \| Smack That \| – \| \| 12. Februar 2007 – 25. Februar 2007 2 Wochen \| 2 \| Hinder \| Lips of an Angel \| – \| \| 26. Februar 2007 – 4. März 2007 1 Woche \| 1 \| Fall Out Boy \| This Ain’t a Scene, It’s an Arms Race \| – \| \| 5. März 2007 – 11. März 2007 1 Woche \| 1 \| Gwen Stefani feat. Akon \| The Sweet Escape \| – \| \| 12. März 2007 – 22. April 2007 6 Wochen (insgesamt 7) \| 7 \| Atlas \| Crawl \| – \| \| 23. April 2007 – 29. April 2007 1 Woche \| 1 \| Beyoncé feat. Shakira \| Beautiful Liar \| – \| \| 30. April 2007 – 6. Mai 2007 1 Woche (insgesamt 7) \| 7 \| Atlas \| Crawl \| – \| \| 7. Mai 2007 – 13. Mai 2007 1 Woche \| 1 \| Avril Lavigne \| Girlfriend \| – \| \| 14. Mai 2007 – 27. Mai 2007 2 Wochen \| 2 \| Akon \| Don’t Matter \| – \| \| 28. Mai 2007 – 3. Juni 2007 1 Woche \| 1 \| Ne-Yo \| Because of You \| – \| \| 4. Juni 2007 – 15. Juli 2007 6 Wochen \| 6 \| Rihanna feat. Jay-Z \| Umbrella \| – \| \| 16. Juli 2007 – 22. Juli 2007 1 Woche \| 1 \| T-Pain feat. Akon \| Bartender \| – \| \| 23. Juli 2007 – 29. Juli 2007 1 Woche \| 1 \| Fergie \| Big Girls Don’t Cry \| – \| \| 30. Juli 2007 – 9. September 2007 6 Wochen \| 6 \| Sean Kingston \| Beautiful Girls \| – \| \| 10. September 2007 – 16. September 2007 1 Woche \| 1 \| Kanye West \| Stronger \| – \| \| 17. September 2007 – 7. Oktober 2007 3 Wochen \| 3 \| 50 Cent feat. Justin Timberlake & Timbaland \| Ayo Technology \| – \| \| 8. Oktober 2007 – 28. Oktober 2007 3 Wochen \| 3 \| Chris Brown feat. T-Pain \| Kiss Kiss \| – \| \| 29. Oktober 2007 – 16. Dezember 2007 7 Wochen \| 7 \| Timbaland presents OneRepublic \| Apologize \| – \| \| 17. Dezember 2007 – 23. Dezember 2007 1 Woche (insgesamt 5) \| 5 \| Leona Lewis \| Bleeding Love \| – \| \| 24. Dezember 2007 – 30. Dezember 2007 1 Woche \| 1 \| The Underdogs \| SPCA: A Very Silent Night \| – \| \| 31. Dezember 2007 – 27. Januar 2008 4 Wochen (insgesamt 5) \| 5 \| Leona Lewis \| Bleeding Love \| – \| |                                          |                                             |                                          |                           |
| ← 2006 |                                          |                                             |                                          | → 2008 →                  |
| Zeitraum | Wo. ges.                                 | Interpret                                   | Titel Autor(en)                          | Zusätzliche Informationen |
| (Zeitraum, Wochen auf Platz eins, Interpret, Titel, Autor[en], zusätzliche Informationen) |                                          |                                             |                                          |                           |
| 25. Dezember 2006 – 7. Januar 2007 2 Wochen | 2                                        | Gwen Stefani                                | Wind It Up                               | –                         |
| 8. Januar 2007 – 14. Januar 2007 1 Woche (insgesamt 4) | 4                                        | Akon feat. Eminem                           | Smack That                               | –                         |
| 15. Januar 2007 – 21. Januar 2007 1 Woche | 1                                        | Nelly Furtado                               | Say It Right                             | –                         |
| 22. Januar 2007 – 11. Februar 2007 3 Wochen (insgesamt 4) | 4                                        | Akon feat. Eminem                           | Smack That                               | –                         |
| 12. Februar 2007 – 25. Februar 2007 2 Wochen | 2                                        | Hinder                                      | Lips of an Angel                         | –                         |
| 26. Februar 2007 – 4. März 2007 1 Woche | 1                                        | Fall Out Boy                                | This Ain’t a Scene, It’s an Arms Race    | –                         |
| 5. März 2007 – 11. März 2007 1 Woche | 1                                        | Gwen Stefani feat. Akon                     | The Sweet Escape                         | –                         |
| 12. März 2007 – 22. April 2007 6 Wochen (insgesamt 7) | 7                                        | Atlas                                       | Crawl                                    | –                         |
| 23. April 2007 – 29. April 2007 1 Woche | 1                                        | Beyoncé feat. Shakira                       | Beautiful Liar                           | –                         |
| 30. April 2007 – 6. Mai 2007 1 Woche (insgesamt 7) | 7                                        | Atlas                                       | Crawl                                    | –                         |
| 7. Mai 2007 – 13. Mai 2007 1 Woche | 1                                        | Avril Lavigne                               | Girlfriend                               | –                         |
| 14. Mai 2007 – 27. Mai 2007 2 Wochen | 2                                        | Akon                                        | Don’t Matter                             | –                         |
| 28. Mai 2007 – 3. Juni 2007 1 Woche | 1                                        | Ne-Yo                                       | Because of You                           | –                         |
| 4. Juni 2007 – 15. Juli 2007 6 Wochen | 6                                        | Rihanna feat. Jay-Z                         | Umbrella                                 | –                         |
| 16. Juli 2007 – 22. Juli 2007 1 Woche | 1                                        | T-Pain feat. Akon                           | Bartender                                | –                         |
| 23. Juli 2007 – 29. Juli 2007 1 Woche | 1                                        | Fergie                                      | Big Girls Don’t Cry                      | –                         |
| 30. Juli 2007 – 9. September 2007 6 Wochen | 6                                        | Sean Kingston                               | Beautiful Girls                          | –                         |
| 10. September 2007 – 16. September 2007 1 Woche | 1                                        | Kanye West                                  | Stronger                                 | –                         |
| 17. September 2007 – 7. Oktober 2007 3 Wochen | 3                                        | 50 Cent feat. Justin Timberlake & Timbaland | Ayo Technology                           | –                         |
| 8. Oktober 2007 – 28. Oktober 2007 3 Wochen | 3                                        | Chris Brown feat. T-Pain                    | Kiss Kiss                                | –                         |
| 29. Oktober 2007 – 16. Dezember 2007 7 Wochen | 7                                        | Timbaland presents OneRepublic              | Apologize                                | –                         |
| 17. Dezember 2007 – 23. Dezember 2007 1 Woche (insgesamt 5) | 5                                        | Leona Lewis                                 | Bleeding Love                            | –                         |
| 24. Dezember 2007 – 30. Dezember 2007 1 Woche | 1                                        | The Underdogs                               | SPCA: A Very Silent Night                | –                         |
| 31. Dezember 2007 – 27. Januar 2008 4 Wochen (insgesamt 5) | 5                                        | Leona Lewis                                 | Bleeding Love                            | –                         |

## Alben
| ← 2006 ← | Liste der Nummer-eins-Hits in Neuseeland | Liste der Nummer-eins-Hits in Neuseeland | Liste der Nummer-eins-Hits in Neuseeland | 2008 →                    |
| \| Zeitraum \| Wo. ges. \| Interpret \| Titel \| Zusätzliche Informationen \| \| (Zeitraum, Wochen auf Platz eins, Interpret, Titel, zusätzliche Informationen) \| \| \| \| \| \| ------------------------------------------------------------------------------ \| -------- \| -------------------------- \| ---------------------------------- \| ------------------------- \| \| 1. Januar 2007 – 7. Januar 2007 1 Woche \| 1 \| Eminem \| Eminem Presents: The Re-Up \| – \| \| 8. Januar 2007 – 28. Januar 2007 3 Wochen \| 3 \| ABBA \| Number Ones \| – \| \| 29. Januar 2007 – 4. Februar 2007 1 Woche \| 1 \| J. J. Cale & Eric Clapton \| The Road to Escondido \| – \| \| 5. Februar 2007 – 11. Februar 2007 1 Woche \| 1 \| Norah Jones \| Not Too Late \| – \| \| 12. Februar 2007 – 25. März 2007 6 Wochen \| 6 \| Fall Out Boy \| Infinity on High \| – \| \| 26. März 2007 – 8. April 2007 2 Wochen (insgesamt 5) \| 5 \| Hayley Westenra \| Treasure \| – \| \| 9. April 2007 – 15. April 2007 1 Woche \| 1 \| Kings of Leon \| Because of the Times \| – \| \| 16. April 2007 – 29. April 2007 2 Wochen \| 2 \| Akon \| Konvicted \| – \| \| 30. April 2007 – 20. Mai 2007 3 Wochen (insgesamt 5) \| 5 \| Hayley Westenra \| Treasure \| – \| \| 21. Mai 2007 – 3. Juni 2007 2 Wochen \| 2 \| Linkin Park \| Minutes to Midnight \| – \| \| 4. Juni 2007 – 17. Juni 2007 2 Wochen \| 2 \| Hollie Smith \| Long Player \| – \| \| 18. Juni 2007 – 15. Juli 2007 4 Wochen \| 4 \| Traveling Wilburys \| The Traveling Wilburys Collection \| – \| \| 16. Juli 2007 – 29. Juli 2007 2 Wochen \| 2 \| The Smashing Pumpkins \| Zeitgeist \| – \| \| 30. Juli 2007 – 5. August 2007 1 Woche \| 1 \| Pink \| I’m Not Dead Tour Edition \| – \| \| 6. August 2007 – 16. September 2007 6 Wochen \| 6 \| Paul Potts \| One Chance \| – \| \| 17. September 2007 – 23. September 2007 1 Woche \| 1 \| 50 Cent \| Curtis \| – \| \| 24. September 2007 – 30. September 2007 1 Woche \| 1 \| James Blunt \| All the Lost Souls \| – \| \| 1. Oktober 2007 – 21. Oktober 2007 3 Wochen \| 3 \| Foo Fighters \| Echoes, Silence, Patience & Grace \| – \| \| 22. Oktober 2007 – 28. Oktober 2007 1 Woche \| 1 \| Kora \| Kora \| – \| \| 29. Oktober 2007 – 4. November 2007 1 Woche \| 1 \| (Verschiedene Interpreten) \| Outrageous Fortune: Westside Rules \| – \| \| 5. November 2007 – 18. November 2007 2 Wochen \| 2 \| Eagles \| Long Road Out of Eden \| – \| \| 19. November 2007 – 6. Januar 2008 7 Wochen \| 7 \| Led Zeppelin \| Mothership \| – \| |                                          |                                          |                                          |                           |
| ← 2006 |                                          |                                          |                                          | → 2008 →                  |
| Zeitraum | Wo. ges.                                 | Interpret                                | Titel                                    | Zusätzliche Informationen |
| (Zeitraum, Wochen auf Platz eins, Interpret, Titel, zusätzliche Informationen) |                                          |                                          |                                          |                           |
| 1. Januar 2007 – 7. Januar 2007 1 Woche | 1                                        | Eminem                                   | Eminem Presents: The Re-Up               | –                         |
| 8. Januar 2007 – 28. Januar 2007 3 Wochen | 3                                        | ABBA                                     | Number Ones                              | –                         |
| 29. Januar 2007 – 4. Februar 2007 1 Woche | 1                                        | J. J. Cale & Eric Clapton                | The Road to Escondido                    | –                         |
| 5. Februar 2007 – 11. Februar 2007 1 Woche | 1                                        | Norah Jones                              | Not Too Late                             | –                         |
| 12. Februar 2007 – 25. März 2007 6 Wochen | 6                                        | Fall Out Boy                             | Infinity on High                         | –                         |
| 26. März 2007 – 8. April 2007 2 Wochen (insgesamt 5) | 5                                        | Hayley Westenra                          | Treasure                                 | –                         |
| 9. April 2007 – 15. April 2007 1 Woche | 1                                        | Kings of Leon                            | Because of the Times                     | –                         |
| 16. April 2007 – 29. April 2007 2 Wochen | 2                                        | Akon                                     | Konvicted                                | –                         |
| 30. April 2007 – 20. Mai 2007 3 Wochen (insgesamt 5) | 5                                        | Hayley Westenra                          | Treasure                                 | –                         |
| 21. Mai 2007 – 3. Juni 2007 2 Wochen | 2                                        | Linkin Park                              | Minutes to Midnight                      | –                         |
| 4. Juni 2007 – 17. Juni 2007 2 Wochen | 2                                        | Hollie Smith                             | Long Player                              | –                         |
| 18. Juni 2007 – 15. Juli 2007 4 Wochen | 4                                        | Traveling Wilburys                       | The Traveling Wilburys Collection        | –                         |
| 16. Juli 2007 – 29. Juli 2007 2 Wochen | 2                                        | The Smashing Pumpkins                    | Zeitgeist                                | –                         |
| 30. Juli 2007 – 5. August 2007 1 Woche | 1                                        | Pink                                     | I’m Not Dead Tour Edition                | –                         |
| 6. August 2007 – 16. September 2007 6 Wochen | 6                                        | Paul Potts                               | One Chance                               | –                         |
| 17. September 2007 – 23. September 2007 1 Woche | 1                                        | 50 Cent                                  | Curtis                                   | –                         |
| 24. September 2007 – 30. September 2007 1 Woche | 1                                        | James Blunt                              | All the Lost Souls                       | –                         |
| 1. Oktober 2007 – 21. Oktober 2007 3 Wochen | 3                                        | Foo Fighters                             | Echoes, Silence, Patience & Grace        | –                         |
| 22. Oktober 2007 – 28. Oktober 2007 1 Woche | 1                                        | Kora                                     | Kora                                     | –                         |
| 29. Oktober 2007 – 4. November 2007 1 Woche | 1                                        | (Verschiedene Interpreten)               | Outrageous Fortune: Westside Rules       | –                         |
| 5. November 2007 – 18. November 2007 2 Wochen | 2                                        | Eagles                                   | Long Road Out of Eden                    | –                         |
| 19. November 2007 – 6. Januar 2008 7 Wochen | 7                                        | Led Zeppelin                             | Mothership                               | –                         |